# رنو روسیه
رنو روسیه (روسی: Рено Россия، آوانگاری Reno Rossiya؛ IPA: [rʲɪˈno rɐˈsʲijə]) شرکت خودروسازی روسی (شناخته‌شده بنام آفتافراموس تا سال ۲۰۱۴) بود که در سال ۱۹۹۸ توسط شرکت رنو در شهر مسکو تأسیس شد. از سال ۲۰۱۲ رنو مالک تمامی دارایی‌های این شرکت بود. در ماه می ۲۰۲۲، بدلیل تصاحب دارایی‌های این شرکت توسط دولت شهر مسکو، این شرکت منحل شد.